# Capilla de San Miguel (Alcoy)
La capilla de San Miguel en la ciudad de Alcoy (Alicante) Comunidad Valenciana, está situada en la calle Santa Rita número 23 y fue construida en 1790 por el maestro de obras Andreu Joan Carbonell. 
Es una pequeña capilla propiedad de la Real Fábrica de Paños de Alcoy o "casa de la Bolla", a la cual se halla unida, sede de la sociedad Textil Alcoyana que agrupa a los empresarios del gremio textil, cuyo patrón es San Miguel, santo titular de la capilla.

## Descripción
La planta de la capilla es en cruz griega con brazos muy cortos, casi cuadrada y está cubierta por cúpula sobre pechinas, con ventanas y medallones. A esta se adosa el presbiterio, en recinto independiente, también de planta cuadrada y cubierto con una bóveda vaída donde hay una pintura al fresco de San Miguel. Ambos recintos se unen por pilastras de orden compuesto, mientras que un entablamento los recorre y unifica.
La fachada se sitúa entre medianeras, con una composición clásica y simétrica. Se corona por una espadaña y está presidida por un altorrelieve de San Miguel situado en la portada de piedra de dos cuerpos donde se abre la puerta. Un gran arco que simula ser de descarga recorre todo el paramento y se convierte en el elemento más característico del exterior del edificio.